# British Empire Games 1930/Ringen
Bei den British Empire Games 1930 in Hamilton, Kanada, wurden im Ringen in 7 Gewichtsklassen im Freistil Medaillen verliehen.
Die kanadischen Ringer holten sich alle sieben Goldmedaillen.

## Männer Freistil

### Klasse bis 56 kg
| Platz | Land | Athlet         |
| ----- | ---- | -------------- |
| 1     | CAN  | James Trifunov |
| 2     | ENG  | Joseph Reid    |

### Klasse bis 61 kg
| Platz | Land | Athlet            |
| ----- | ---- | ----------------- |
| 1     | CAN  | Clifford Chilcott |

### Klasse bis 66 kg
| Platz | Land | Athlet        |
| ----- | ---- | ------------- |
| 1     | CAN  | Howard Thomas |
| 2     | ENG  | Harold Angus  |

### Klasse bis 72 kg
| Platz | Land | Athlet        |
| ----- | ---- | ------------- |
| 1     | CAN  | Reg Priestley |
| 2     | ENG  | Harry Johnson |

### Klasse bis 79 kg
| Platz | Land | Athlet          |
| ----- | ---- | --------------- |
| 1     | CAN  | Mike Chepwick   |
| 2     | ENG  | Stanley Bissell |
| 3     | RSA  | Max Thiel       |

### Klasse bis 87 kg
| Platz | Land | Athlet        |
| ----- | ---- | ------------- |
| 1     | CAN  | Bill McIntyre |
| 2     | ENG  | Edgar Bacon   |

### Klasse über 87 kg
| Platz | Land | Athlet        |
| ----- | ---- | ------------- |
| 1     | CAN  | Earl McCready |
| 2     | ENG  | Alex Sanguine |